# Goldenes Kalb (Filmpreis)/Bester kurzer Dokumentarfilm
Das Goldene Kalb für den besten kurzen Dokumentarfilm (Gouden Kalf voor de beste korte documentaire) honoriert beim jährlich veranstalteten Niederländischen Filmfestival den besten Dokumentarfilm mit einer Länge von maximal 60 Minuten. Die Auszeichnung wurde erstmals im Jahr 1993 verliehen. Über die Vergabe des Preises stimmt eine Wettbewerbsjury ab.

## Preisträger
| Jahr | Preisträger                                | Deutscher Verleihtitel | Regie                                |
| 1993 | Isingiro Hospital                          |                        | Hillie Molenaar und Joop van Wijk    |
| 1994 | Lucebert, tijd en afscheid                 |                        | Johan van der Keuken                 |
| 1995 | I have a problem, madam                    |                        | Maarten Schmidt und Thomas Doebele   |
| 1996 | Stalin had een brug beloofd                |                        | Gerard Jacobs                        |
| 1997 | De tranen van Castro                       |                        | Merlijn Passier                      |
| 1998 | Engelen des doods                          |                        | Leo de Boer                          |
| 1999 | Jackson, the Man with the Box              |                        | Martijn van Beenen                   |
| 2000 | De nieuwerwetse wereld                     |                        | Carin Goeijers                       |
| 2001 | Hollandse helden                           |                        | Paul Cohen und Martijn van Haalen    |
| 2002 | Ash world suicide                          |                        | Walter Stokman                       |
| 2003 | De prijs van overleven                     |                        | Louis van Gasteren                   |
| 2004 | Nijnok                                     |                        | Leo Wentink                          |
| 2005 | De kinderen van mijn vader                 |                        | Meral Uslu                           |
| 2006 | Photo Souvenir                             |                        | Paul Cohen und Martijn van Haalen    |
| 2007 | Raak me waar ik voelen kan                 |                        | Simone de Vries                      |
| 2008 | Lanschappen waar niemand van weet (II)     |                        | Melle van Essen und Riekje Ziengs    |
| 2009 | I Wanna Be Boss                            |                        | Marije Meerman                       |
| 2010 | Weapon of war                              |                        | Ilse van Velzen und Femke van Velzen |
| 2011 | Zwarte soldaten                            |                        | Joost Seelen                         |
| 2012 | Immer Fernweh                              |                        | Peter Delpeut                        |
| 2013 | Achter de Toren                            |                        | Astrid Bussink                       |
| 2014 | MEESTV, hoe de koolmees mij gelukkig maakt |                        | Tijs Tinbergen und Jan Musch         |
| 2015 | Verboden vlucht                            |                        | Hester Overmars                      |
| 2016 | De tegenprestatie                          |                        | Suzanne Raes und Monique Lesterhuis  |
| 2017 | Snelwegkerk                                |                        | Elsbeth Fraanje                      |
| 2018 | The Atomic Soldiers                        |                        | Morgan Knibbe                        |
| 2019 | De waarheid over mijn vader                |                        | Shamira Raphaëla                     |